# جون د. مكدونالد
جون د. مكدونالد (بالإنجليزية: John D. McDonald)‏ هو فلاح وسياسي أمريكي، ولد في 2 أغسطس 1816، وتوفي في 31 أكتوبر 1900.